# M35 (天体)
座標:  06h 08m 54.0s, +24° 20′ 00″
M35 (NGC 2168) はふたご座にある散開星団。

## 概要
星が多く、見ごたえのある散開星団の一つである。肉眼ではぼんやりと輝き、銀河の一部のように見える。双眼鏡では丸い星雲状のかたまりの上に、明るい星が少しばかり見え始める。北東にある二重星の主星が赤く、この星団のアクセントになっている。写真の右側にある星雲状のかたまりが散開星団NGC 2158である。NGC 2158はM35よりも5倍ほど遠方にあり、10倍ほど年月を経た星団である。このような特徴から、かつては球状星団に分類されていたこともあった。

## 観測史
1745年から46年にかけてジャン＝フィリップ・ロワ・ド・シェゾーが発見した。シェゾーは「ふたごの北の足の上にある星団」と記録を残している。また、1750年以前にジョン・ベヴィスが独立して発見している。1764年にシャルル・メシエは「カストールの左足にある非常に小さな星の集団」と記している。